# ショーン・ポーター
ショーン・ポーター（Shawn Porter、1987年10月27日 - ）は、アメリカ合衆国の元プロボクサー。オハイオ州アクロン出身。元WBC・IBF世界ウェルター級王者。トレーナーは父のケニー・ポーター。

## 来歴

### アマチュア時代
父ケニーからボクシングの手ほどきを受けてボクシングを始める。
2006年、ナショナル･ゴールデングローブにミドル級(75 kg)で出場、準々決勝でエドウィン･ロドリゲスに勝利し優勝する。全米選手権にミドル級(75 kg)で出場、準決勝でエドウィン･ロドリゲスに勝利するが、決勝でダニエル・ジェイコブスに敗退。
2007年、全米選手権にミドル級(75 kg)で出場、準々決勝でダニエル・ジェイコブスに勝利するが、決勝でフェルナンド・ゲレーロに敗退。北京オリンピックの前哨戦大会となったブラジルリオデジャネイロで開催されたパンアメリカン競技大会にミドル級(75 kg)で出場するが初戦で金メダルを獲得するエミリオ・コレラに敗れた。北京オリンピック国内予選選考会に出場するが準々決勝でダニエル・ジェイコブスに敗退してオリンピック出場を逃した。
2008年、全米選手権にミドル級(75 kg)で出場するが決勝で敗退。
アマチュア時代の戦績は290戦276勝14敗。

### プロ時代
2008年10月27日、ポーターはスーパーミドル級でプロデビューを果たし、初回1分17秒TKO勝ちを収めデビュー戦を白星で飾った。
2010年2月19日、クリーブランドのウォルステン・センターでラッセル・ジョーダンとNABO北米ライトミドル級暫定王座決定戦を行い、10回3-0(2者が97-92、100-89)の判定勝ちを収め王座獲得に成功した。
2010年10月15日、オクラホマ州バッファロー・カジノにてヘクター・ムニョスとNABF北米ウェルター級王座決定戦を行い、ダウンこそ奪えなかったが9回2分5秒TKO勝ちを収め王座獲得に成功した。
2011年2月18日、アグネス・アデアホと対戦し10回3-0(2者が99-91、97-93)の判定勝ちを収めNABF王座初防衛に成功した。
2012年7月28日、NABO北米ウェルター級王座決定戦をアルフォンソ・ゴメスと行った。初回に偶然のバッティングでカットし負傷するも10回3-0(98-92、96-94、97-93)の判定勝ちを収めポーターは初の苦戦を演じながらも王座獲得に成功した。
2012年12月15日、元IBF世界ライト級王者フリオ・ディアスと対戦し10回1-1(96-94、95-95、94-96)の三者三様による引き分けに終わり全勝が途切れた。
2013年9月12日、MGMグランド内MGMコンフェレンス・センター・プレミアル・ボールルームにて前回引き分けに終わったフリオ・ディアスと再戦、10回3-0(2者が97-93、98-92)の判定勝ちを収めNABO王座初防衛とIBF北米王座獲得に成功した。
2013年12月7日、ニューヨークのバークレイズ・センターにてポール・マリナッジVSザブ・ジュダーの前座でIBF世界ウェルター級王者のデボン・アレクサンダーに挑戦し、12回3-0(115-113、2者が116-112)の判定勝ちを収め王座獲得に成功した。
2014年4月19日、ワシントンD.C.のDCアーモリーでベイブット・シュメノフVSバーナード・ホプキンスの前座で元世界2階級制覇王者でIBF同級5位のポール・マリナッジと対戦し、4回1分14秒TKO勝ちを収め初防衛に成功した。
2014年4月20日、IBFから次の試合で指名挑戦者のケル・ブルックと対戦するよう命令が出された。
2014年8月16日、スタブハブ・センター・テニスコートでランキング1位の指名挑戦者でIBFインターナショナルウェルター級王者ケル・ブルックと対戦するが、12回0-2（114-114、111-117、112-116）の判定負けを喫し2度目の防衛に失敗し王座から陥落した。この試合でブルックは20万ドル（約2200万円）、ポーターは50万ドル（約5600万円）のファイトマネーを稼いだ。
2015年1月9日、ゴールデンボーイ・プロモーションズからプロモート権を破棄されたことで、同プロモーションを離脱した。
2015年3月13日、カリフォルニア州のシチズンズ・ビジネス・バンク・アリーナにてアンドレ・ベルト対ホセシート・ロペスの前座でロベルト・ガルシアと対戦予定だったが、ガルシアが4ポンド以上の体重超過で前日計量に姿を見せず欠場する。急遽代わりの対戦相手を探すこととなりエリック・ボーンが選ばれ、ボーンは試合当日にニューヨークから試合会場のカリフォルニア州まで飛行機で飛び計量を受けるが、ボーンはウェルター級の規程体重まで落とせず149ポンドのキャッチウェイトで対戦する事になった。それでもポーターは無事に5回TKO勝利を収めた。
2015年6月20日、ラスベガスのMGMグランド・ガーデン・アリーナでエイドリアン・ブローナーと144ポンドのキャッチウェイトでノンタイトル12回戦を行い、11回にブローナーがホールディングで減点され、12回にはポーターがキャリア初めてのダウンを喫するが、12回3-0（115-111、114-112、118-108）の判定勝ちを収めた。
2016年3月12日、コネチカット州アンカスビルのモヒガン・サン内モヒガン・サン・アリーナでWBA世界ウェルター級王者キース・サーマンと対戦する予定だったが、サーマンが交通事故に巻き込まれ怪我をしたため延期になった。このためポーターは代わりにラナード・タイナーと12回戦のエキシビションマッチを行った。
2016年6月25日、バークレイズ・センターで延期となっていたWBA世界ウェルター級王者キース・サーマンと対戦し、何度もサーマンをぐらつかせたが12回0-3(3者共に113-115)の判定負けを喫し王座獲得に失敗した。この試合でサーマンは140万ドル（約1億5700万円）、ポーターは100万ドル（約1億1000万円）のファイトマネーを稼いだ。
2017年4月22日、バークレイズ・センターでWBC世界ウェルター級4位のアンドレ・ベルトとWBC世界ウェルター級挑戦者決定戦を行い、9回1分31秒TKO勝ちを収めサーマンへの挑戦権獲得に成功した。
2018年9月8日、バークレイズ・センターでWBC世界ウェルター級1位のダニー・ガルシアとWBC世界ウェルター級王座決定戦を行い、12回3-0（116-112、115-113×2）の判定勝ちを収め王座獲得に成功した。
2019年3月9日、カリフォルニア州のディグニティ・ヘルス・スポーツ・パークでヨルデニス・ウガスと対戦し、12回判定勝ちを収め初防衛に成功。しかしウガスが勝っていたという判定に疑問の声も大きかった。。この試合でポーターは125万ドル(約1億3千万円)、ウガスは30万ドル(約3200万円)のファイトマネーを稼いだ。
2019年9月28日、カリフォルニア州のロサンゼルス、ステイプルズ・センターでIBF世界ウェルター級王者エロール・スペンス・ジュニアと王座統一戦を行う。11回に左フックでダウンを奪われ、12回判定1-2(111-116×2,115-112)の僅差判定負けを喫し、IBF王座獲得に失敗すると同時にWBC王座から陥落した。
2021年11月20日、約1年3か月ぶりの試合をラスベガスのミケロブ・ウルトラ・アリーナでWBO世界ウェルター級王者のテレンス・クロフォードと対戦し、10回に2度ダウンを奪われ、ポーターは立ち上がるも父親でトレーナーのケニー・ポーターが棄権を申し出たため、10回TKO負けを喫し、王座獲得に失敗した。この試合でクロフォードは600万ドル（約6億9千万円）、ポーターは400万ドル（約4億6千万円）のファイトマネーを稼いだ。またポーターは試合後の記者会見で「試合に勝っても負けても引き分けでもやめるつもりだった」と現役引退を表明した。

## 戦績
- プロボクシング：36戦 31勝 (17KO) 4敗 1分

| 戦           | 日付           | 勝敗 | 時間     | 内容    | 対戦相手                     | 国籍           | 備考                                       |
| ------------ | -------------- | ---- | -------- | ------- | ---------------------------- | -------------- | ------------------------------------------ |
| 1            | 2008年10月3日  | ☆    | 1R 1:17  | TKO     | ノーマン・ジョンソン         | アメリカ合衆国 | プロデビュー戦                             |
| 2            | 2008年11月1日  | ☆    | 1R 0:53  | TKO     | トリス・スミス               | アメリカ合衆国 |                                            |
| 3            | 2008年11月22日 | ☆    | 2R 1:30  | TKO     | チャールズ・ハムマック       | アメリカ合衆国 |                                            |
| 4            | 2009年1月24日  | ☆    | 1R 1:55  | KO      | トミー・ステップ             | アメリカ合衆国 |                                            |
| 5            | 2009年2月6日   | ☆    | 4R       | 判定3-0 | コーリー・ジョーンズ         | アメリカ合衆国 |                                            |
| 6            | 2009年3月14日  | ☆    | 4R 1:43  | TKO     | アバディアス・カスティージョ | アメリカ合衆国 |                                            |
| 7            | 2009年4月3日   | ☆    | 1R 2:59  | TKO     | エロイ・スアレス             | メキシコ       |                                            |
| 8            | 2009年4月25日  | ☆    | 2R 終了  | 反則    | サミー・スパークマン         | アメリカ合衆国 |                                            |
| 9            | 2009年6月19日  | ☆    | 1R 2:09  | TKO     | ブランドン・ウッテン         | アメリカ合衆国 |                                            |
| 10           | 2009年8月29日  | ☆    | 1R 2:18  | TKO     | ラマー・ハリス               | アメリカ合衆国 |                                            |
| 11           | 2009年11月21日 | ☆    | 4R 終了  | TKO     | ジェローム・エリス           | バハマ         |                                            |
| 12           | 2009年12月18日 | ☆    | 4R 1:54  | TKO     | ジャマール・ピーターソン     | アメリカ合衆国 |                                            |
| 13           | 2010年2月19日  | ☆    | 10R      | 判定3-0 | ラッセル・ジョーダン         | アメリカ合衆国 | NABO北米スーパーウェルター級暫定王座決定戦 |
| 14           | 2010年4月16日  | ☆    | 1R 2:39  | KO      | ラウル・ピンソン             | コロンビア     |                                            |
| 15           | 2010年5月22日  | ☆    | 5R 1:08  | TKO     | ロバート・クリワー           | アメリカ合衆国 |                                            |
| 16           | 2010年7月16日  | ☆    | 10R      | 判定3-0 | レイ・ロビンソン             | アメリカ合衆国 |                                            |
| 17           | 2010年10月15日 | ☆    | 9R 2:05  | TKO     | エクトール・ムニョス         | アメリカ合衆国 | NABF北米ウェルター級王座決定戦             |
| 18           | 2011年2月18日  | ☆    | 10R      | 判定3-0 | アンジェス・アジャホ         | ベナン         | NABF防衛1                                  |
| 19           | 2012年4月28日  | ☆    | 6R 1:39  | TKO     | パトリック・トンプソン       | アメリカ合衆国 |                                            |
| 20           | 2012年7月28日  | ☆    | 10R      | 判定3-0 | アルフォンソ・ゴメス         | メキシコ       | NABO北米ウェルター級王座決定戦             |
| 21           | 2012年12月15日 | △    | 10R      | 判定1-1 | フリオ・ディアス             | メキシコ       |                                            |
| 22           | 2013年5月18日  | ☆    | 10R      | 判定3-0 | フィル・ロ・グレコ           | カナダ         |                                            |
| 23           | 2013年9月12日  | ☆    | 10R      | 判定3-0 | フリオ・ディアス             | メキシコ       | IBF北米ウェルター級王座決定戦 NABO防衛1    |
| 24           | 2013年12月7日  | ☆    | 12R      | 判定3-0 | デボン・アレクサンダー       | アメリカ合衆国 | IBF世界ウェルター級タイトルマッチ          |
| 25           | 2014年4月19日  | ☆    | 4R 1:14  | TKO     | ポール・マリナッジ           | アメリカ合衆国 | IBF防衛1                                   |
| 26           | 2014年8月16日  | ★    | 12R      | 判定0-2 | ケル・ブルック               | イギリス       | IBF陥落                                    |
| 27           | 2015年3月13日  | ☆    | 5R 2:30  | KO      | エリック・ボーン             | コロンビア     |                                            |
| 28           | 2015年6月20日  | ☆    | 12R      | 判定3-0 | エイドリアン・ブローナー     | アメリカ合衆国 |                                            |
| 29           | 2016年6月25日  | ★    | 12R      | 判定0-3 | キース・サーマン             | アメリカ合衆国 | WBA世界ウェルター級タイトルマッチ          |
| 30           | 2017年4月22日  | ☆    | 9R 1:31  | TKO     | アンドレ・ベルト             | アメリカ合衆国 |                                            |
| 31           | 2017年11月4日  | ☆    | 12R      | 判定3-0 | エイドリアン・グラナドス     | メキシコ       | WBC世界ウェルター級シルバー王座決定戦      |
| 32           | 2018年9月8日   | ☆    | 12R      | 判定3-0 | ダニー・ガルシア             | アメリカ合衆国 | WBC世界ウェルター級王座決定戦              |
| 33           | 2019年3月9日   | ☆    | 12R      | 判定2-1 | ヨルデニス・ウガス           | キューバ       | WBC防衛1                                   |
| 34           | 2019年9月28日  | ★    | 12R      | 判定1-2 | エロール・スペンス・ジュニア | アメリカ合衆国 | WBC・IBF世界ウェルター級王座統一戦 WBC陥落 |
| 35           | 2020年8月22日  | ☆    | 12R      | 判定3-0 | セバスチャン・フォルメラ     | ドイツ         | WBC世界ウェルター級シルバー王座決定戦      |
| 36           | 2021年11月20日 | ★    | 10R 1:21 | TKO     | テレンス・クロフォード       | アメリカ合衆国 | WBO世界ウェルター級タイトルマッチ          |
| テンプレート |                |      |          |         |                              |                |                                            |

## 獲得タイトル
- NABO北米スーパーライト級暫定王座
- NABF北米ウェルター級王座
- NABO北米ウェルター級王座
- IBF北米ウェルター級王座
- IBF世界ウェルター級王座（防衛1）
- WBC世界ウェルター級王座（防衛1）

## ペイ・パー・ビュー売上げ
| 日付           | イベント                                            | 売上げ             | テレビ局 |
| -------------- | --------------------------------------------------- | ------------------ | -------- |
| 2021年11月20日 | テレンス・クロフォード vs. ショーン・ポーター       | 13万5千件 - 19万件 | ESPN+    |
| 2019年9月28日  | エロール・スペンス・ジュニア vs. ショーン・ポーター | 28万件 - 30万件    | Fox      |